# Шагжин, Цырен Галзутович
Цырен Шагжин (Цыренжап Галзутович Шагжин) (бур. Шагжин Сэрэнжаб; 5 мая 1918, Хара-Шибирь, Забайкальская область — 1994, Москва) — бурятский советский артист, драматург, режиссёр. Народный артист Бурятской АССР (1953). Заслуженный деятель искусств РСФСР (1957).

## Биография
Родился 5 мая 1918 года в улусе Хара-Шибирь Забайкальской области (ныне Заиграевского района Бурятии).
В 1933 году окончил Хоринскую школу колхозной молодёжи. В 1938 году окончил театрально-музыкальное училище в Улан-Удэ и был принят в труппу Бурятского музыкально-драматического театра.
В 1950 году был организован Бурятский драматический театр. На сцене этого театра Шагжин сыграл более 70 ролей различного плана.

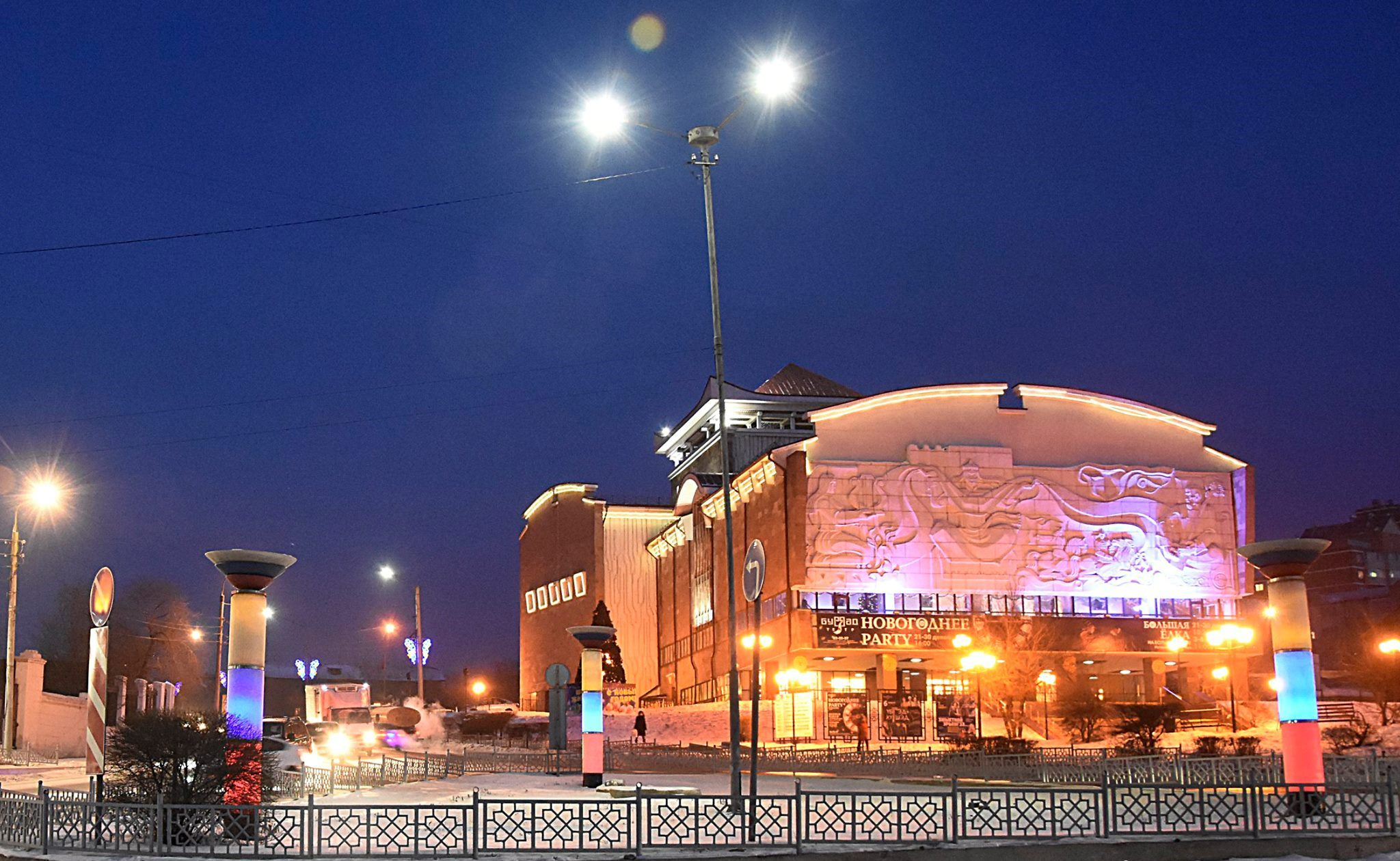
Бурятский театр драмы после реконструкции

В 1942 году Шагжин написал свою первую одноактную пьесу «Радость матери» для Бурятского музыкально-драматического театра. Затем им были написаны другие одноактные пьесы: «Один вопрос», «Радостный день», «Обманщики», обогатившие репертуар национального театра. Комедии Цырена Шагжина «Будамшуу» (1954), «Первый год» и «Песня весны» (1957) шли в театре с большим успехом.
После создания двух самостоятельных театров — Бурятского театра оперы и балета и Бурятского театра драмы, в 1952—1959 годах Шагжин работал главным режиссёром Бурятского театра драмы, а 1966—1970 годах был художественным руководителем Бурятского театра оперы и балета.
Окончил годичные высшие режиссёрские курсы при ГИТИСе в Москве.
Как режиссёр Шагжин поставил множество спектаклей на сценах театров Бурятии и Калмыкии. Как артист и режиссёр участвовал в I (1940) и II Декадах бурятской литературы и искусства в Москве. В 1940 году награждён орденом «Знак Почёта» — за выдающиеся заслуги в деле развития Бурят-Монгольского театрального и музыкального искусства.
Актёр Шагжин был талантливым исполнителем бурятских народных песен, пластинки с записями его голоса десятки лет звучали на радио.
Снимался в кинофильмах:
1. 1951 — «Пржевальский» — Дондок Иринчинов
2. 1954 — «Случай в тайге» — Уладай
3. 1958 — «Пора таёжного подснежника» — Тихоня
4. 1981 — «Крик тишины» — Санжи Тарнуев

Начиная с 1960-х годов приобрёл известность и как писатель-прозаик, автор ряда повестей и многих рассказов, изданных на бурятском и русском языках в Улан-Удэ, Иркутске, Москве. Окончил Высшие литературные курсы при Литературном институте им. М. Горького.
Автор пьес «Хитрый Будамшу» (1954) по мотивам бурятского фольклора, «Первый год» (1956), «Совесть» (1961) — из жизни бурятского колхоза, пьес «Песня весны» (1957), «Эй да, Базар, Базар!» (1958), «На просторах родины» (1959), «Юность» (1962), «Пылающие сердца» (рус. пер. 1967), «Клятва» (1969), комедии «Чёрт в сундуке» (1963) и других рассказов. Некоторые произведения переведены на языки народов СССР. Его произведения были издан на бурятском и русском языках в Улан-Удэ, Иркутске и Москве.
Последние десятилетия жил в Москве, где скончался в 1994 году.